# Tschingis (Chentii)
Tschingis (mongolisch Чингис) ist eine Stadt im Sum Cherlen und das Verwaltungszentrum des Chentii-Aimag in der Mongolei.

## Geographie
Tschingis liegt am Ufer des Cherlen Flusses auf einer weiten und ungeschützten Ebene. Sie ist die zweitkälteste Stadt in der Mongolei.

## Wirtschaft
Ein Kohleabbaugebiet am Mörön-Fluss in etwa 50 km Entfernung von der Stadt ist der größte Wirtschaftsfaktor der Region.

## Geschichte
Ab 1923 war die Siedlung ein Verwaltungszentrum, entwickelte sich in den Folgejahrzehnten und wurde 1962 als Öndörchaan (mong. Өндөрхаан) per Dekret Stadt. 1994 wurden die Stadtrechte widerrufen und Öndörchaan als Sum eingestuft, 1995 mit dem Sum Cherlen unter dessen Namen fusioniert. Als 1999 der Sum Ölsiit (mong. Өлзийт сум) dazukam, wurde Öndörchaan wieder Stadt. Am 18. November 2013 beschloss die Volksvertretungsversammlung des Aimag, Öndörchaan in „Tschingis“ umzubenennen.
Das Flugzeug des chinesischen Politikers Lin Biao ist – auf seiner vermuteten Flucht aus China – am 13. September 1971 in der Nähe von Öndörchaan abgestürzt. Dabei wurden er und seine Familie getötet (siehe auch Flugunfall bei Öndörchaan).

## Verkehr
Der Flughafen von Tschingis (UNR/ZMUH) verfügt über eine unbefestigte Landebahn und wird mit regelmäßigen Flügen von und nach Ulaanbaatar bedient.
Die Stadt ist ein Verkehrsknoten auf der Strecke zwischen Ulaanbaatar und Tschoibalsan, sowie auf einer sekundären Überlandstrecke zwischen der Mongolei und China.